# Passaggi
Passaggi è stata una rivista culturale e letteraria, fondata a Genova all'interno della Facoltà di Lettere e Filosofia dell'Università degli Studi di Genova intorno alla metà degli anni novanta. È stata pubblicata dal 1997 al 2002.

## Storia
Inizialmente pensata come foglio politico, avrebbe dovuto essere un volantino mensile da distribuire nel circuito universitario ligure, soprattutto come reazione alla prima vittoria berlusconiana. Il nucleo originario dei redattori (Lorenzo Barbieri, Roberto Morani, Massimiliano Morettini, e altri) si trovò presto in difficoltà, pur avendo accumulato molto materiale, e abbandonò il progetto prima di dare alle stampe alcunché.
Nel 1996, grazie agli sforzi organizzativi di Riccardo Boglione, Marcello Danovaro e all'appoggio di uno dei vecchi fondatori, Maurizio Teroni, "Passaggi" venne trasformata in una rivista semestrale, tematica, ed aperta non solo a contributi politici ma primariamente letterari, filosofici e artistici.
Presto la redazione (al cui interno non esisteva alcuna gerarchia) si allargò, includendo le presenze di Paolo Argeri, Cristiano Ghirlanda, e di due dei fondatori originari, Massimo Pastorelli ed Erminio Risso.
I primi tre numeri uscirono con l'Editrice Zona (sebbene né l'editore né il direttore responsabile partecipassero alle riunioni redazionali). L'ultimo fascicolo fu stampato, sempre senza interventi da parte di direttore ed editore, da De Ferrari, che però non lo distribuí.

## Struttura e temi della rivista
La struttura della rivista verteva sul concetto di eterodossia, per cui pur cercando di mantenere un taglio materialista si potevano trovare al suo interno interventi accademici, critici e saggistici, a fianco di poesia e narrativa di natura apertamente sperimentale.
Ogni numero si chiudeva con una lunga intervista ad un intellettuale particolarmente sensibile alla tematica in questione. I temi affrontati furono:
- Caos (primo numero)
- Dissenso (secondo numero)
- Pornografia (terzo numero)
- Visioni (quarto e quinto numero)

## Partecipazioni
Fra le varie partecipazioni da segnalare le interviste a Edoardo Sanguineti, Paolo Virno, Mario Perniola, Alain Robbe-Grillet e Arturo Schwarz, oltre a contributi di Gianni-Emilio Simonetti, Nanni Balestrini, Teresa Macrì, Tommaso Ottonieri, Tiziano Scarpa, Aldo Nove, Rosaria Lo Russo, Massimo Canevacci, Judith Malina, Antonio Moresco, Sylvano Bussotti, Romeo Castellucci.